# Eupithecia drypisaria
Eupithecia drypisaria är en fjärilsart som beskrevs av Karl Dietze 1913. Eupithecia drypisaria ingår i släktet Eupithecia och familjen mätare. Inga underarter finns listade i Catalogue of Life.